# Municipio de Rock (condado de Woodbury)
El municipio de Rock (en inglés: Rock Township) es un municipio ubicado en el condado de Woodbury en el estado estadounidense de Iowa. En el año 2010 tenía una población de 674 habitantes y una densidad poblacional de 7,01 personas por km².

## Geografía
El municipio de Rock se encuentra ubicado en las coordenadas 42°26′20″N 95°43′9″O / 42.43889, -95.71917. Según la Oficina del Censo de los Estados Unidos, el municipio tiene una superficie total de 96.16 km², de la cual 96,02 km² corresponden a tierra firme y (0,15 %) 0,14 km² es agua.

## Demografía
Según el censo de 2010, había 674 personas residiendo en el municipio de Rock. La densidad de población era de 7,01 hab./km². De los 674 habitantes, el municipio de Rock estaba compuesto por el 98,37 % blancos, el 0,3 % eran afroamericanos, el 0,74 % eran amerindios y el 0,59 % eran de una mezcla de razas. Del total de la población el 2,23 % eran hispanos o latinos de cualquier raza.